# Älvdalen (đô thị)
Đô thị Älvdalen (Älvdalens kommun) là một đô thị thuộc hạt Dalarna ở miền trung Thụy Điển. Thủ phủ là thị trấn Älvdalen.
Hai giáo khu Särna và Idre đã được chuyển từ Thụy Điển sang Na Uy theo hiệp ước Brömsebro ngày 13/8 năm 1645. Năm 1971, ba đô thị Särna, Idre (đơn vị này đã được tách từ Särna năm 1916) và Älvdalen đã được hợp nhất để lập đô thị như ngày nay.

## Các địa phương
- Brunnsberg
- Evertsberg
- Idre
- Klitten
- Rot
- Särna
- Väsa
- Västermyckeläng
- Åsen
- Älvdalen